# لا کوشی
لا کوشی (به فرانسوی: La Cauchie) یک کمون (فرانسه) در فرانسه است که در پا-دو-کاله واقع شده‌است. لا کوشی ۲٫۲ کیلومتر مربع مساحت دارد ۱۶۱ متر بالاتر از سطح دریا واقع شده‌است.